# Astrid Hamberg
Astrid Hamberg, född 29 april 1881 i Härnösands församling i Västernorrlands län, död 30 juni 1969 i Oscars församling i Stockholm, var en svensk ämneslärare, skolledare, politiker (moderaterna) och rösträttsaktivist. 
Astrid Hamberg, vars far var grosshandlare, blev efter flickskola i Härnösand och Stockholm elev vid Privata lärarinneseminariet i Stockholm och därefter vid Högre lärarinneseminariet, där hon utexaminerades 1903. Hon var ämneslärare vid Nyköpings elementarskola för flickor 1903–1906 och Härnösands elementarläroverk för flickor 1908–1910. Hon var föreståndare för Malmö högre läroverk för flickor 1910–1916, Härnösands elementarläroverk för flickor 1916–1922 och vid Ateneum för flickor från 1922. År 1943 blev hon tillförordnad rektor vid Norrmalms kommunala flickskola i Stockholm.
Bland hennes politiska bidrag märks ordförandeskap i Moderata kvinnoföreningen i Härnösand och ledamotskap i Valmanförbundets centralstyrelse.  Hon arbetade för införandet av kvinnlig rösträtt i Sverige och var ordförande i Föreningen för kvinnans politiska rösträtt i Härnösand 1910–1911.